# Sépiolite
La sépiolite est un minéral du groupe des argiles à structure fibreuse. Le nom de ce minéral dérive d'un terme grec ancien, francisé en sépion et qui désigne l'os de seiche.
Chaque fibre est formée d'une multitude de tunnels (ou canalicules) d'environ 1 nm2 régulièrement espacés (voir « Structure cristalline »). Cette configuration particulière en briques creuses allongées, propre à son arrangement cristallin, lui confère une surface spécifique très importante: 394 m2/g.
Suivant les carrières dont elle est extraite, on note la présence de fer, d'aluminium voire de nickel et même de manganèse dans la structure cristalline de la sépiolite.

## Propriétés physiques
| Couleur               | blanc, blanc gris, blanc rosé, blanc carmin, quelquefois légèrement jaunâtre |
| Densité               | 2,0-2,3                                                                      |
| Dureté (mohs)         | 2,0-2,5                                                                      |
| Échange cationique    | 10–15 meq/100 g                                                              |
| Point de fusion       | 1 550 °C                                                                     |
| Résistance aux acides | Attaquée par l'acide chlorhydrique                                           |

## Structure cristalline
La formule générale retenue dans la littérature est Mg4Si6O15(OH)2 · 6 H2O.
La structure est en doubles feuillets de type mica, mais la polarité de chaque feuillet s’inverse tous les 6 tétraèdres, formant ainsi une structure 3D de doubles rubans anastomosés créant les canalicules décrits ci-dessus.
Elle appartient au groupe d'espace Pnan, avec comme paramètre de maille :
a = 13,43 Å, b = 26,88 Å, c = 5,281 Å.